# William Rosecrans
William Starke Rosecrans (6 tháng 9 năm 1819 – 11 tháng 3 năm 1898) là nhà sáng chế, giám đốc hãng dầu khí, nhà ngoại giao, chính khách và tướng lĩnh Hoa Kỳ. Trong Nội chiến Hoa Kỳ, tuy ông lập được một số chiến công tại các trận thuộc mặt trận miền Tây, binh nghiệp của Rosecrans coi như chấm dứt sau khi ông bị đánh thua thảm hại tại trận Chickamauga.